# Ajuntament de Sant Pere Pescador
Ajuntament de Sant Pere Pescador és un edifici del municipi de Sant Pere Pescador (Alt Empordà) inclòs en l'Inventari del Patrimoni Arquitectònic de Catalunya. És al nucli urbà de la població de Sant Pere, a la part sud de l'antic recinte fortificat de la vila. Forma cantonada amb el carrer Verge del Portalet i el passatge i la plaça de l'Església.

## Arquitectura
Edifici cantoner de planta rectangular, amb la coberta a dos vessants de teula i distribuït en planta baixa, pis i altell. La construcció està arrebossada i pintada, amb carreus de pedra a les dues cantonades. La façana principal presenta el cos central destacat a la planta baixa, amb el portal i dues finestres als laterals d'arc de mig punt. Damunt la porta hi ha l'escut municipal i un guardapols motllurat. Al pis hi ha un balcó corregut, amb la llosana motllurada i tres finestrals de sortida. Una motllura horitzontal recorre la divisòria dels dos nivells i emmarca la façana per la part superior. A la part posterior, la teulada presenta un recreixement a mode decoratiu.

## Història
Després d'utilitzar diversos locals de lloguer, fins i tot la rectoria, l'any 1870 l'Ajuntament aprovà el projecte de les Escoles presentat per l'arquitecte Fèlix de Azúa i Gasque, pressupostat en 2470 escuts, encara que arran de l'esclat de la tercera guerra carlina (1872-76) i de la forta epidèmia de verola que s'escampà pel municipi, l'any 1871 s'aturaren i no s'enllestiren fins a l'any 1879.
Pocs anys després de la seva inauguració l'edifici ja havia quedat petit, i aviat apareixerien problemes amb el seu estat de construcció i calgué fer diferents reparacions l'any 1985. Tot i així, l'any 1918, donat el mal estat de l'edifici, es va refer íntegrament.
L'any 1927 l'Ajuntament adquireix un solar per a la construcció d'unes noves escoles, l'actual CEIP Llagut, encara que aquest no entra en funcionament fins després de la Guerra Civil Espanyola (1936-39).
L'edifici de les Antigues Escoles va convertir-se en seu de l'Ajuntament des del 2004 fins a l'actualitat, i en aquest temps ha patit diverses remodelacions, especialment importants les dels anys 40 (1945 aproximadament) i les dels anys 90.